# Elatostema discolor
Elatostema discolor är en nässelväxtart som beskrevs av Charles Budd Robinson. Elatostema discolor ingår i släktet Elatostema och familjen nässelväxter. Inga underarter finns listade i Catalogue of Life.